# Marga, Caraș-Severin
Marga là một xã thuộc hạt Caraș-Severin, România. Dân số thời điểm năm 2002 là 1308 người.